# Olympische Winterspiele 1998/Freestyle-Skiing – Aerials (Männer)
Der Aerials-Wettkampf der Männer bei den Olympischen Winterspielen 1998 fand am 16 und 18. Februar 1998 im Iizuna Kōgen Sukī-jō statt. Es fanden eine Qualifikationsrunde und das Finale mit jeweils mit zwei Durchgängen statt. Am Start waren 25 Sportler. Im Finale konnte sich der US-Amerikaner Eric Bergoust den Olympiasieg vor den Franzosen Sébastien Foucras und Dsmitryj Daschtschynski aus Belarus holen.

## Ergebnisse

### Qualifikation
| Rang | Athlet                  | Land               | 1. Durchgang | Rang | 2. Durchgang | Rang | Gesamtpunkte | Anmerkung |
| ---- | ----------------------- | ------------------ | ------------ | ---- | ------------ | ---- | ------------ | --------- |
| 001  | Dsmitryj Daschtschynski | Belarus            | 118,66       | 4    | 130,38       | 1    | 249,04       | Q         |
| 002  | Britt Swartley          | Vereinigte Staaten | 126,60       | 1    | 120,48       | 3    | 247,08       | Q         |
| 003  | Alexander Michailow     | Russland           | 120,28       | 3    | 125,93       | 2    | 246,21       | Q         |
| 004  | Eric Bergoust           | Vereinigte Staaten | 121,04       | 2    | 111,57       | 8    | 232,61       | Q         |
| 005  | Andy Capicik            | Kanada             | 116,59       | 5    | 110,80       | 9    | 227,39       | Q         |
| 006  | Stanislaw Krawtschuk    | Ukraine            | 113,05       | 7    | 113,60       | 7    | 226,65       | Q         |
| 007  | Jeff Bean               | Kanada             | 111,17       | 9    | 113,69       | 6    | 224,86       | Q         |
| 008  | Nicolas Fontaine        | Kanada             | 113,25       | 6    | 106,35       | 11   | 219,60       | Q         |
| 009  | Aljaksej Hryschyn       | Belarus            | 108,49       | 12   | 109,35       | 10   | 217,84       | Q         |
| 010  | Christian Rijavec       | Österreich         | 97,90        | 14   | 114,61       | 5    | 212,51       | Q         |
| 011  | Aleš Valenta            | Tschechien         | 88,69        | 17   | 116,81       | 4    | 205,50       | Q         |
| 012  | Sébastien Foucras       | Frankreich         | 111,02       | 11   | 89,25        | 16   | 200,27       | Q         |
| 013  | Wassil Warabjou         | Belarus            | 113,03       | 8    | 86,26        | 18   | 199,29       |           |
| 014  | Freddy Romano           | Italien            | 90,12        | 15   | 105,26       | 12   | 195,38       |           |
| 015  | Mariano Ferrario        | Vereinigte Staaten | 111,17       | 9    | 75,81        | 22   | 186,98       |           |
| 016  | Jean-Damien Climonet    | Frankreich         | 84,55        | 19   | 102,26       | 14   | 186,81       |           |
| 017  | Ou Xiaotao              | China              | 79,97        | 22   | 103,87       | 13   | 183,84       |           |
| 018  | Aljaksandr Tkatschenka  | Belarus            | 88,35        | 18   | 90,11        | 15   | 178,46       |           |
| 019  | Jurij Stezko            | Ukraine            | 89,46        | 16   | 82,00        | 21   | 171,46       |           |
| 020  | Kevin Harbut            | Großbritannien     | 82,46        | 20   | 85,86        | 19   | 168,32       |           |
| 021  | Matt Chojnacki          | Vereinigte Staaten | 81,65        | 21   | 83,43        | 20   | 165,08       |           |
| 022  | Miha Gale               | Slowenien          | 102,03       | 13   | 52,65        | 23   | 154,68       |           |
| 023  | Kazuaki Andō            | Japan              | 46,77        | 24   | 88,35        | 17   | 135,12       |           |
| 024  | Serhij But              | Ukraine            | 65,25        | 23   | 45,36        | 24   | 110,61       |           |
|      | Jonathan Sweet          | Australien         | DNF          | DNF  | DNF          | DNF  | DNF          |           |

### Finale
| Rang | Athlet                  | Land               | 1. Durchgang | Rang | 2. Durchgang | Rang | Gesamtpunkte |
| ---- | ----------------------- | ------------------ | ------------ | ---- | ------------ | ---- | ------------ |
| 001  | Eric Bergoust           | Vereinigte Staaten | 133,05       | 1    | 122,59       | 2    | 255,64       |
| 002  | Sébastien Foucras       | Frankreich         | 126,15       | 2    | 122,64       | 1    | 248,79       |
| 003  | Dsmitryj Daschtschynski | Belarus            | 118,86       | 5    | 121,93       | 3    | 240,79       |
| 004  | Aleš Valenta            | Tschechien         | 115,22       | 7    | 117,03       | 7    | 232,25       |
| 005  | Britt Swartley          | Vereinigte Staaten | 121,70       | 4    | 109,91       | 10   | 231,61       |
| 006  | Alexander Michailow     | Russland           | 111,17       | 9    | 118,81       | 5    | 229,98       |
| 007  | Christian Rijavec       | Österreich         | 112,79       | 8    | 114,81       | 8    | 227,60       |
| 008  | Aljaksej Hryschyn       | Belarus            | 100,84       | 11   | 120,15       | 4    | 220,99       |
| 009  | Stanislaw Krawtschuk    | Ukraine            | 107,35       | 10   | 112,59       | 9    | 219,94       |
| 010  | Nicolas Fontaine        | Kanada             | 123,71       | 3    | 93,22        | 11   | 216,93       |
| 011  | Jeff Bean               | Kanada             | 118,66       | 6    | 92,11        | 12   | 210,77       |
| 012  | Andy Capicik            | Kanada             | 90,55        | 12   | 118,46       | 6    | 209,01       |